# ロビン・ハーセ
ロビン・ハーセ（Robin Haase, オランダ語発音: [ˈrɔbɪn ˈɦaːzə]; 1987年4月6日 - ）は、オランダ・デン・ハーグ出身の男子プロテニス選手。これまでにATPツアーでシングルス2勝、ダブルス6勝を挙げている。身長190cm、体重77kg。右利き、バックハンド・ストロークは両手打ち。自己最高ランキングはシングルス33位、ダブルス29位。

## 選手経歴

### ジュニア時代
テニスは2歳の頃に始めた。

### 2005年 プロ転向
2005年ウィンブルドン選手権ジュニア男子シングルス部門で決勝に進出し、ジェレミー・シャルディーに4-6, 3-6 で敗れ準優勝している。同年にプロに転向。

### 2007年 グランドスラム初出場
2007年全米オープンで4大大会に初出場。1回戦で第3シードのノバク・ジョコビッチに2-6, 1-6, 3-6で敗れた。

### 2008年 グランドスラム初勝利
2008年全豪オープン1回戦で第17シードのイワン・リュビチッチを 6-7(2), 6-3, 6-0, 7-6(1) で破り4大大会の初勝利を挙げたが、2回戦でセバスチャン・グロジャンに6-4, 4-6, 0-6, 7-6(4), 4-6で敗れた。2月の地元ABNアムロ世界テニス・トーナメントでは1回戦で当時10位のアンディ・マレーを7-5, 6-3で破る殊勲を挙げた。しかし、9月にチャレンジャー大会に出場したのを最後に右膝の手術を受け1年以上ツアーから遠ざかった。

### 2010年 ATPカムバック賞
2010年ウィンブルドンでは1回戦でジェームズ・ブレークを破った後に2回戦で第2シードのラファエル・ナダルと対戦し7-5, 2-6, 6-3, 0-6, 3-6で敗れたが、大会を優勝したナダルから2セットを奪う健闘を見せた。ATPから2010年のカムバック賞を受賞した。

### 2011年 ツアー初優勝
2011年全豪オープンでは2回戦でフアン・モナコを6-4, 6-4, 3-6, 6-2で破り初めて3回戦に進出した。3回戦ではアンディ・ロディックに6-2, 6-7(2), 2-6, 2-6で敗れた。ウィンブルドン選手権でも3回戦に進出した。8月のオーストリア・オープンでツアー初の決勝に進出しアルベルト・モンタニェスを6–4, 4–6, 6–1で破りツアー初優勝を果たした。翌年の同大会でも決勝でフィリップ・コールシュライバーを6–7(2), 6–3, 6–2で破り連覇を果たした。

### 2012年 マスターズベスト8
2012年のモンテカルロ・マスターズでは初めてマスターズ1000でベスト8進出。準々決勝で世界ランク1位のジョコビッチに敗れた。ロンドン五輪でオリンピックに初出場した。だが、迎えたシングルスの1回戦ではリシャール・ガスケに3–6, 3–6で敗れた。

### 2013年 全豪ダブルスベスト8
2013年全豪オープンではシングルスは1回戦でマレーを相手に3-6, 1-6, 3-6で敗れたが、イゴール・セイスリングと組んだダブルスでノーシードから決勝に進出、決勝では第1シードのブライアン兄弟に3–6, 4–6で敗れ準優勝となった。

### 2014年 マスターズダブルス準優勝
2014年のBNLイタリア国際のダブルスではフェリシアーノ・ロペスと組み決勝へ進出するも、決勝でネスター/ジモニッチ組に4–6, 6–7(2)で敗れた。

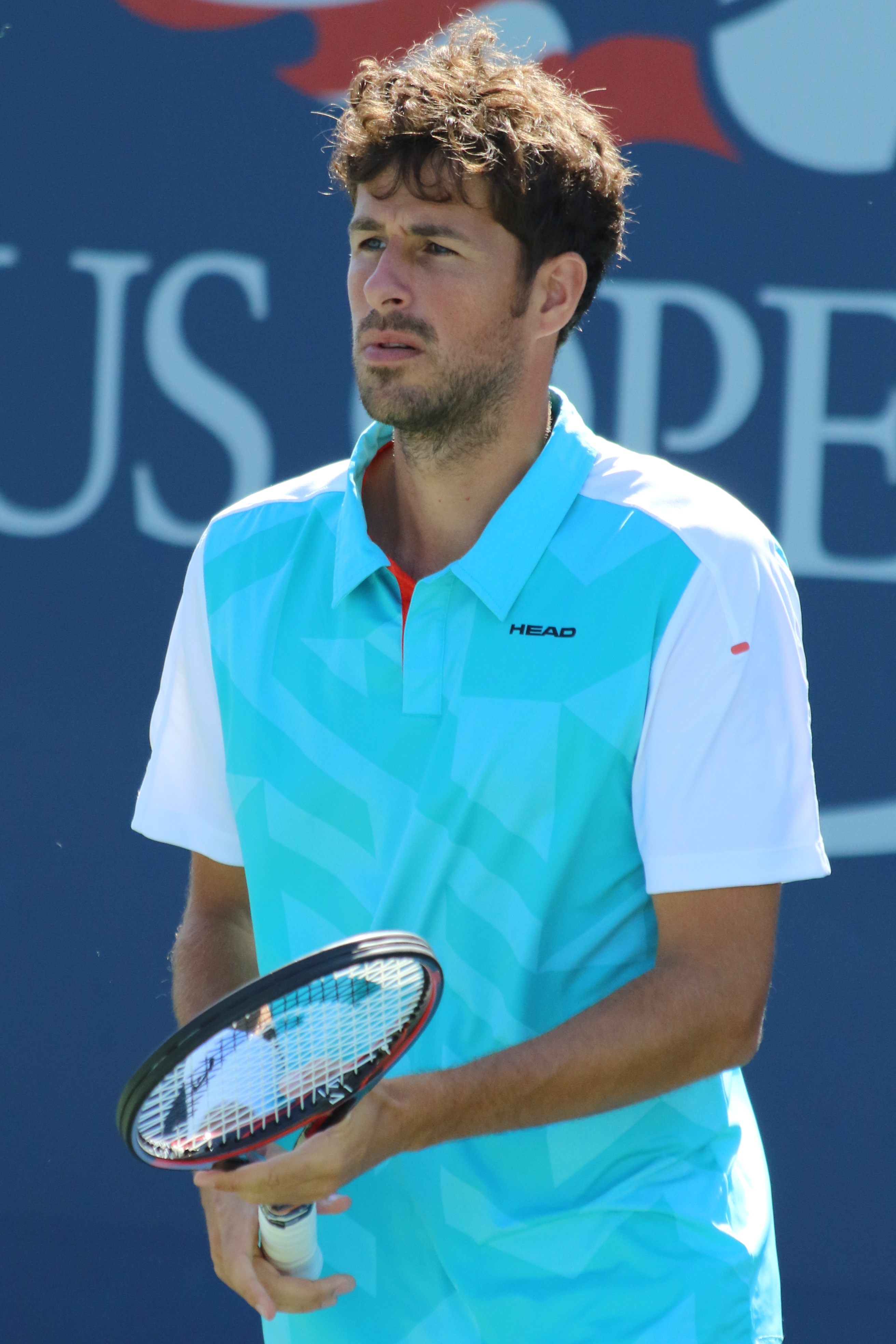
2016年全米オープンでのロビン・ハーセ

### 2017年 マスターズベスト4
2017年のロジャーズ・カップで自身初のマスターズ1000でのベスト4進出を果たすが、準決勝で第2シードのロジャー・フェデラーに敗れた。

### 2018年 マスターズベスト8
2018年の全仏オープンでは初戦でダビド・ゴファン相手に2セットアップしたが逆転負けした。ロジャーズ・カップでは初戦で錦織圭に勝利しベスト8まで進出した。

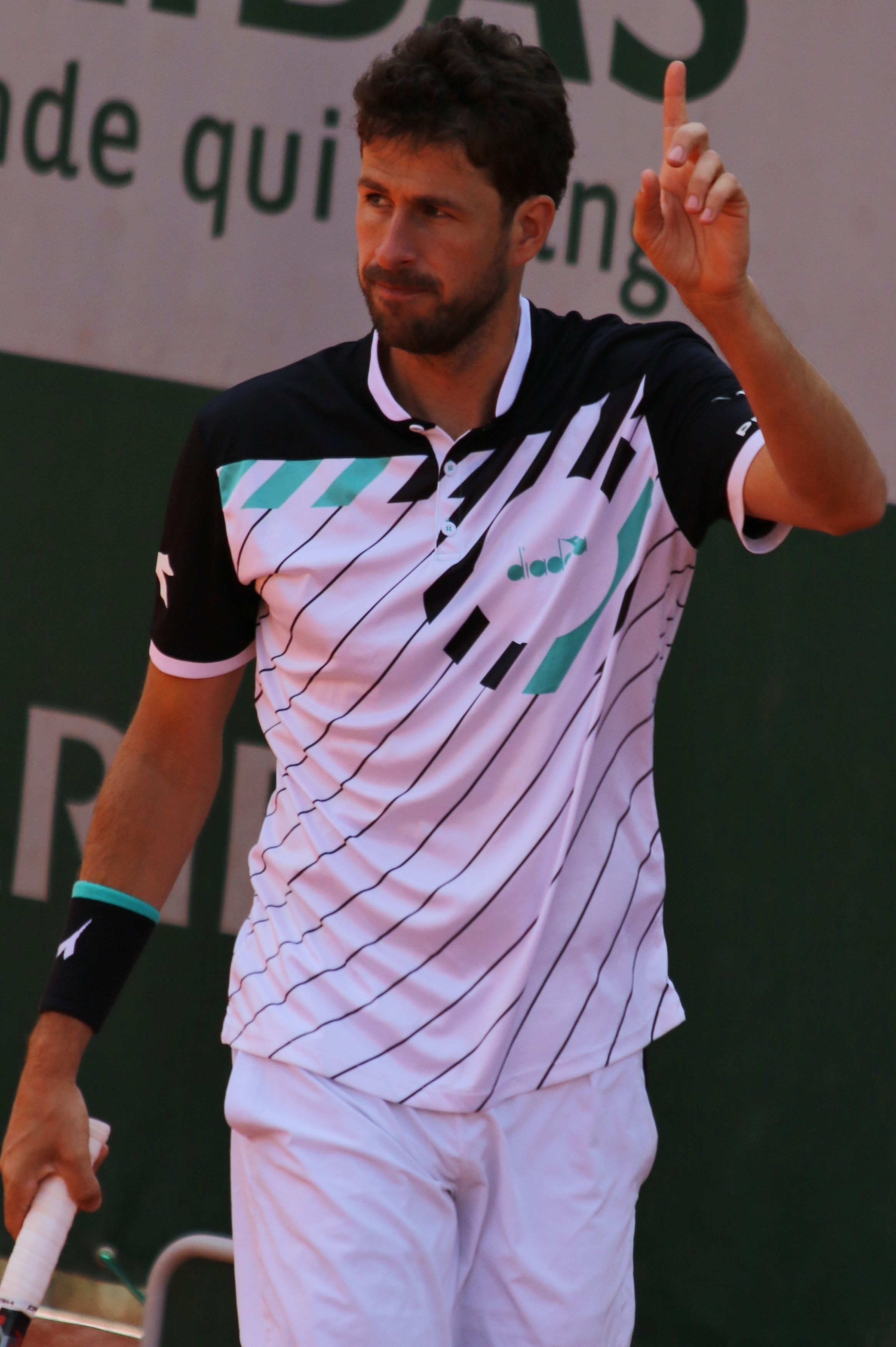
2019年全仏オープンでのロビン・ハーセ

## ATPツアー決勝進出結果

### シングルス: 5回 (2勝3敗)
| 大会グレード                            |
| グランドスラム (0-0)                    |
| ATPワールドツアー・ファイナル (0-0)     |
| ATPワールドツアー・マスターズ1000 (0-0) |
| ATPワールドツアー・500シリーズ (0-0)    |
| ATPワールドツアー・250シリーズ (2–3)    |

| サーフェス別タイトル |
| ハード (0–1)         |
| クレー (2–2)         |
| 芝 (0-0)             |
| カーペット (0-0)     |

| 結果   | No. | 決勝日         | 大会           | サーフェス    | 対戦相手                       | スコア           |
| ------ | --- | -------------- | -------------- | ------------- | ------------------------------ | ---------------- |
| 優勝   | 1.  | 2011年8月6日   | キッツビュール | クレー        | アルベルト・モンタニェス       | 6–4, 4–6, 6–1    |
| 優勝   | 2.  | 2012年7月28日  | キッツビュール | クレー        | フィリップ・コールシュライバー | 6–7(2), 6–3, 6–2 |
| 準優勝 | 1.  | 2013年7月28日  | グシュタード   | クレー        | ミハイル・ユージニー           | 3–6, 4–6         |
| 準優勝 | 2.  | 2013年10月20日 | ウィーン       | ハード (室内) | トミー・ハース                 | 3–6, 6–4, 4–6    |
| 準優勝 | 3.  | 2016年7月24日  | グシュタード   | クレー        | フェリシアーノ・ロペス         | 4–6, 5–7         |

### ダブルス: 12回 (5勝7敗)
| 結果   | No. | 決勝日        | 大会               | サーフェス    | パートナー               | 対戦相手                                              | スコア               |
| ------ | --- | ------------- | ------------------ | ------------- | ------------------------ | ----------------------------------------------------- | -------------------- |
| 準優勝 | 1.  | 2007年7月22日 | アメルスフォールト | クレー        | ロヒール・ワッセン       | フアン・パブロ・ブジェジツキ フアン・パブロ・グスマン | 2–6, 0–6             |
| 準優勝 | 2.  | 2011年1月9日  | チェンナイ         | ハード        | デイヴィッド・マーティン | マヘシュ・ブパシ リーンダー・パエス                   | 2–6, 7–6(3), [7–10]  |
| 優勝   | 1.  | 2011年2月20日 | マルセイユ         | ハード (室内) | ケン・スクプスキ         | ジュリアン・ベネトー ジョー＝ウィルフリード・ツォンガ | 6–3, 6–7(4), [13–11] |
| 準優勝 | 3.  | 2011年6月12日 | ハレ               | 芝            | ミロシュ・ラオニッチ     | ロハン・ボパンナ アイサム＝ウル＝ハク・クレシ         | 6–7(8), 6–3, [9–11]  |
| 準優勝 | 4.  | 2013年1月28日 | 全豪オープン       | ハード        | イゴール・セイスリング   | ボブ・ブライアン マイク・ブライアン                   | 3–6, 4–6             |
| 準優勝 | 5.  | 2014年5月18日 | ローマ             | クレー        | フェリシアーノ・ロペス   | ダニエル・ネスター ネナド・ジモニッチ                 | 4–6, 6–7(2)          |
| 優勝   | 2.  | 2014年7月27日 | グシュタード       | クレー        | アンドレ・ベーゲマン     | ラミーズ・ジュネイド ミハル・メルティナク             | 6–3, 6–4             |
| 準優勝 | 6.  | 2015年8月8日  | キッツビュール     | クレー        | ヘンリ・コンティネン     | ニコラス・アルマグロ カルロス・ベルロク               | 7–5, 3–6, [9–11]     |
| 準優勝 | 7.  | 2017年2月26日 | マルセイユ         | ハード (室内) | ドミニク・イングロット   | ジュリアン・ベネトー ニコラ・マユ                     | 4–6, 7–6(9), [5–10]  |
| 優勝   | 3.  | 2018年1月6日  | プネー             | ハード        | マトウィ・ミドルクープ   | ピエール＝ユーグ・エルベール ジル・シモン             | 7–6(5), 7–6(5)       |
| 優勝   | 4.  | 2018年2月11日 | ソフィア           | ハード (室内) | マトウィ・ミドルクープ   | ニコラ・メキッチ アレクサンダー・ペヤ                 | 5–7, 6–4, [10–4]     |
| 優勝   | 5.  | 2018年7月22日 | ウマグ             | クレー        | マトウィ・ミドルクープ   | ロマン・ジェバリー イジー・ベセリー                   | 6–4, 6–4,            |

## 成績
略語の説明
| W | F | SF | QF | #R | RR | Q# | LQ | A | Z# | PO | G | S | B | NMS | P | NH |

W=優勝, F=準優勝, SF=ベスト4, QF=ベスト8, #R=#回戦敗退, RR=ラウンドロビン敗退, Q#=予選#回戦敗退, LQ=予選敗退, A=大会不参加, Z#=デビスカップ/BJKカップ地域ゾーン, PO=デビスカップ/BJKカッププレーオフ, G=オリンピック金メダル, S=オリンピック銀メダル, B=オリンピック銅メダル, NMS=マスターズシリーズから降格, P=開催延期, NH=開催なし.
| 大会           | 2007 | 2008 | 2009 | 2010 | 2011 | 2012 | 2013 | 2014 | 2015 | 2016 | 2017 | 2018 | 2019 | 通算成績 |
| -------------- | ---- | ---- | ---- | ---- | ---- | ---- | ---- | ---- | ---- | ---- | ---- | ---- | ---- | -------- |
| 全豪オープン   | LQ   | 2R   | A    | 1R   | 3R   | 1R   | 1R   | 1R   | 1R   | 1R   | 1R   | 1R   | 2R   | 4–11     |
| 全仏オープン   | LQ   | 1R   | A    | 1R   | 2R   | 2R   | 2R   | 2R   | 1R   | 1R   | 2R   | 1R   | 1R   | 5–11     |
| ウィンブルドン | A    | 1R   | A    | 2R   | 3R   | 1R   | 1R   | 2R   | 2R   | 2R   | 1R   | 2R   | 2R   | 8–11     |
| 全米オープン   | 1R   | A    | A    | A    | 2R   | 1R   | 1R   | 1R   | 2R   | 1R   | 1R   | 2R   | 1R   | 3–10     |

### 大会最高成績
| 大会                 | 成績 | 年               |
| -------------------- | ---- | ---------------- |
| ATPファイナルズ      | A    | 出場なし         |
| インディアンウェルズ | 3R   | 2015             |
| マイアミ             | 3R   | 2019             |
| モンテカルロ         | QF   | 2012             |
| マドリード           | 2R   | 2013, 2017, 2018 |
| ローマ               | 2R   | 2018             |
| カナダ               | SF   | 2017             |
| シンシナティ         | 3R   | 2018             |
| 上海                 | 1R   | 2011, 2017, 2018 |
| パリ                 | 3R   | 2017             |
| オリンピック         | 1R   | 2012, 2016, 2024 |
| デビスカップ         | F    | 2024             |